# 마스이 미오
마스이 미오(일본어: 増井みお, 1994년 10월 6일 ~ )는 일본 여성 아이돌 그룹인 파스포의 멤버이다.파스포 해체후 Baboobee 3인 밴드그룹에 멤버 애칭은 미오미오(みおみお)이다.
도쿄도 출신이다.

## 프로필
- 생년월일: 1994년 10월 6일
- 출신지: 도쿄도
- 가족관계: 아버지, 어머니